# Магеррамов, Асиф Юсиф оглы
Асиф Юсиф оглы Магеррамов (азерб.  Asif Yusif oğlu Məhərrəmov; 26 июля 1952, Агдам — 1 июля 1994, Ялта, Республика Крым) — офицер вооружённых сил Азербайджанской Республики, полковник-лейтенант, Национальный Герой Азербайджана.

## Биография
Родился 26 июля 1952 года в городе Агдам. После окончания школы работал водителем.
Во время Карабахского конфликта организовал в Агдаме добровольческий батальон самообороны. 31 декабря 1991 года отличился в ходе боевых действий в районе селения Храморт.
7 марта 1992 года был назначен командиром одной из воинских частей. 10 марта 1992 года участвовал в операции по установлению контроля над армянскими селениями Аранзамин, Пирджамал и Дахраз. 24 июня 1992 года был тяжело ранен в селе Нахичеваник. Вылечившись, вернулся на фронт. 27 октября 1993 года в связи с ухудшением здоровья вышел в отставку. Выехал на лечение в Ялту, где скончался 1 июля 1994 года.

## Память
Указом президента Азербайджанской Республики № 350 от 7 декабря 1992 года Асифу Юсиф оглы Магеррамову было присвоено звание Национального Героя Азербайджана.
Похоронен в Баку. Его именем названа одна из улиц Баку.